# Roe I
Die Roe I ist ein Doppeldecker-Flugzeug des britischen Flugzeugkonstrukteurs Alliott Verdon Roe.

## Geschichte
Dieses Flugzeug war die erste eigene Konstruktion von Roe, bei der er sich an den Arbeiten der Brüder Wright orientierte. Lediglich eine Maschine dieses Typs wurde in einem Stall in der Nähe von Putney gefertigt.
Im September 1907 wurde die Maschine zur Brooklands-Rennbahn in Surrey gebracht. Die Daily Mail hatte einen Preis von 2500 Pfund Sterling für die erste Umrundung der Rennbahn ausgesetzt. Aufgrund der geringen Motorleistung hob das Flugzeug nicht ab. Roe borgte sich einen stärkeren Antoinette-Motor der Firma Société Antoinette und veränderte die Luftschraube. Am 8. Juni 1908 gelangen einige Sprünge.
Bei dem Versuch, das Flugzeug in Brooklands über einen Zaum zu heben, ließen Angestellte der Rennbahn das Flugzeug fallen. Es brach auseinander und ließ sich nicht reparieren. Die Reste wurden schließlich zerlegt.

## Konstruktion
Die Maschine war eine stoffbespannte Holzkonstruktion. Die Flügelunterseiten waren zur Verbesserung der Aerodynamik holzbeplankt. Als Steuerelement war lediglich ein Höhenruder auf den Vorderseiten der Tragflächen vorhanden, ein Höhen- oder Seitenleitwerk existierte nicht; somit war lediglich ein Geradeausflug möglich. Die Roe I hatte ein Radfahrwerk, bestehend aus vier kleinen Räder auf zwei Achsen. Als Antrieb diente ursprünglich ein J.A.P.-Motor mit 9 PS (6,6 kW), der auf eine Druckluftschraube wirkte.

## Technische Daten
| Kenngröße  | Daten Roe I                            |
| ---------- | -------------------------------------- |
| Besatzung  | 1                                      |
| Länge      | 19 ft (5,8 m)                          |
| Spannweite | 36 ft (11 m)                           |
| Leermasse  | 350 lb (159 kg)                        |
| Triebwerke | 1 × Antoinette-Motor mit 24 PS (18 kW) |

## Nachbau
Zum hundertjährigen Jubiläum der britischen Luftfahrt baute ein ehrenamtliches Team des Brooklands Museum eine flugfähige Replik der Roe I. Bereits 1988 war dort ein nicht flugfähiger Nachbau entstanden.